# Eleições no Benim
O Benim elege a nível nacional, um chefe de estado - o presidente - e um legislatura. O presidente é eleito para um mandato de cinco anos pelo povo. A Assembleia Nacional (Assemblée Nationale) tem 83 membros, eleitos para um mandato de quatro anos por representação proporcional.
O Benim tem uma sistema bipartidário, o que significa que existem dois partidos políticos dominantes ou coligações, com extrema dificuldade para conseguir alguém de sucesso eleitoral sob a bandeira de qualquer outro partido.

## Recentes eleições
Em 5 de março de 2006, os eleitores foram às urnas para decidir quem iria suceder Mathieu Kérékou como presidente. Os resultados eram esperados para ser anunciado em 8 de março, tendo em vista que nenhum dos 26 candidatos conseguiram um título definitivo majoritário, um Sistema de dois turnos teve lugar duas semanas depois, vencido por Yayi Boni, com três quartos da votação.,
| Candidatos - Designação partidos | Votos     | % 1.º turno | Votos     | % 2.º turno |
| --- | --------- | ----------- | --------- | ----------- |
| Thomas Boni Yayi | 1,074,308 | 35.78%      | 1,979,305 | 74.60%      |
| Adrien Houngbédji - Partido Democrático renovação (Parti du renouveau démocratique)                                                                                 | 727,239   | 24.22%      | 673,937   | 25.40%      |
| Bruno Amoussou - Partido Social Democrata (Parti Social-Démocrate)                                                                                                  | 489,122   | 16.29%      |           |             |
| Léhadi Vinagnon Soglo - Partido Benim Renascimento ou Partido do Renascimento do Benim (Parti de la renaissance du Bénin)                                           | 253,478   | 8.44%       |           |             |
| Antoine Kolawolé Idji - Movimento Africano para o Desenvolvimento e Progresso (Mouvement africain pour la dévelloppement et le progrès)                             | 97,595    | 3.25%       |           |             |
| Lazare Sèhouéto - Alternativa para o Movimento do Povo (Mouvement pour une Alternative du Peuple)                                                                   | 61,195    | 2.04%       |           |             |
| Sévérin Adjovi - Liberal Democrats' Rally for National Reconstruction-Vivoten (Rassemblement des Démocrates Libéraux pour la Reconstruction nationale)(RDL-Vivoten) | 53,304    | 1.78%       |           |             |
| Antoine Dayori - Hope Force (Force Espoir) | 37,436    | 1.25%       |           |             |
| Total (afluência 76.9%/69.5%) | 3,014,167 |             | 2,656,070 | 100.0%      |
| Fonte: African Elections Database |           |             |           |             |

| Forças Cauri do Benim Emergente (Forces Cauris pour un Bénin Emergent)                       | 35 |
| Aliança de Dinamismo e Democracia (Alliance pour une Dynamique Démocratie)                   | 20 |
| Partido de Renovação Democrático (Parti du Renouveau Démocratique)                           | 10 |
| Força-chave (Force Clé)                                                                      | 4  |
| União para o Alívio (Union pour la Relève)                                                   | 3  |
| União Nacional de Democracia e Progresso (Union Nationale pour la Démocratie et le Progrès)  | 2  |
| Força de esperança (Force Espoir)                                                            | 2  |
| Coalizão do Benim Emergente (Coalition pour un Bénin Emergent)                               | 2  |
| Aliança de Revivificação (Alliance Le Réveil)                                                | 2  |
| Aliança de Forças de Progressistas (Alliance des Forces du Progrès)                          | 1  |
| Partido para a Democracia e Progresso Social (Parti pour la Démocratie et le Progrès Social) | 1  |
| Restaurar a Esperança (Restaurer l’Espoir)                                                   | 1  |
| Total (afluência 58.69%)                                                                     | 83 |
| Fonte: APA e IPU Parline.                                                                    |    |

## Eleições passadas
| Partidos e alianças                              | | Votos | %    | Assentos |
| ------------------------------------------------ | --- | ----- | ---- | -------- |
| Movimento Presidencial (Mouvance présidentielle) | União para a futura Benin (Union pour le Bénin du futur) |       | 55.8 | 31       |
| Movimento Presidencial (Mouvance présidentielle) | Movimento Africano para o Desenvolvimento e Progresso (Mouvement africain pour la dévelloppement et le progrès) | 9     | 55.8 |          |
| Movimento Presidencial (Mouvance présidentielle) | Força-chave (Force clé) | 5     | 55.8 |          |
| Movimento Presidencial (Mouvance présidentielle) | Aliança do MDC, PS e CPP (Alliance Mdc-Ps-Cpp) - Movimento para o Desenvolvimento pela Cultura (Mouvement pour le Développement par la Culture) - Salute Party (Parti du Salut) - Congresso do Povo para o Progresso (Congrès du Peuple pour le Progrès)                          | 2     | 55.8 |          |
| Movimento Presidencial (Mouvance présidentielle) | Impulso para a Democracia e Progresso (Impulsion au progrès et la démocratie) | 2     | 55.8 |          |
| Movimento Presidencial (Mouvance présidentielle) | Aliança das Forças do Progresso (Alliance des Forces du Progrès) | 1     | 55.8 |          |
| Movimento Presidencial (Mouvance présidentielle) | Movimento para Desenvolvimento e Solidariedade (Mouvement pour le Développement et la Solidarité) | 1     | 55.8 |          |
| Movimento Presidencial (Mouvance présidentielle) | Rally para a Democracia e Progresso (Rassemblement pour la Démocratie et le Progrès) | 1     | 55.8 |          |
| Oposição                                         | Partido renascimento do Benin (Parti de la renaissance du Bénin) |       | 43.0 | 15       |
| Oposição                                         | Partido Renovação Democrática (Parti du renouveau démocratique) | 11    | 43.0 |          |
| Oposição                                         | Star Alliance (Alliance Étoile) - Builders and Managers of Freedom and Democracy (Bâtisseurs et Gestionnaires de la Liberté et de la Démocratie) - Os Verdes (Les Verts) - União Nacional para a Democracia e Solidariedade (Union pour la Démocratie et la Solidarité Nationale) | 3     | 43.0 |          |
| Oposição                                         | Nova Aliança (Nouvelle Alliance) | 2     | 43.0 |          |
| Total (afluência n.a.                            | Total (afluência n.a. |       |      | 83       |
| Fonte: AfricaTime/AFP & Adam Carr                | |       |      |          |